# Großer Krinertsee
Der Große Krinertsee ist der oberste See im Verlauf der Ucker, weniger als 2 km Fließweg von deren Quelle entfernt. Er liegt auf dem Gemeindegebiet Temmen-Ringenwalde im Nordosten von Brandenburg im Süden des Landkreises Uckermark. Er hat eine Wasserfläche von etwa 74 Hektar. Unweit des nordöstlichen Seeufers liegt der Ort Alt-Temmen und unweit südlich der Ort Hohenwalde, Ortsteile der Gemeinde Temmen-Ringenwalde.
Der See gehört zur Uckermärkischen Seenlandschaft. Das langgestreckte Gewässer wird durch eine Halbinsel in einen südwestlichen und einen nordöstlichen Teil gegliedert (aber keine wirklich getrennten Becken). Östlich dieser Halbinsel liegt noch eine kleinere Insel. 
In den südwestlichen Teil mündet der Quellbach der Ucker, der kurz davor schon Zufluss aus dem Proweskesee erhalten hat. Der nordöstliche Seeteil nimmt den Abfluss des westlich gelegenen Kleinen Krinertsees auf. Aus der mittleren von drei Buchten an der Ostseite fließt die Ucker weiter, um nach gut einem halben Kilometer den Düstersee zu erreichen.
Das Gewässer hat ein 8,4 Quadratkilometer großes Einzugsgebiet und verfügt über eine effektive Länge von 2,2 Kilometern bei einer effektiven Breite von 600 Metern. Der See liegt im Biosphärenreservat Schorfheide-Chorin und im Naturschutzgebiet Krinertseen.
Der Name leitet sich vom altpolabischen Wort *krinka mit der Bedeutung „kleine Muschel, kleine schüsselartige Vertiefung im Gelände“ ab.

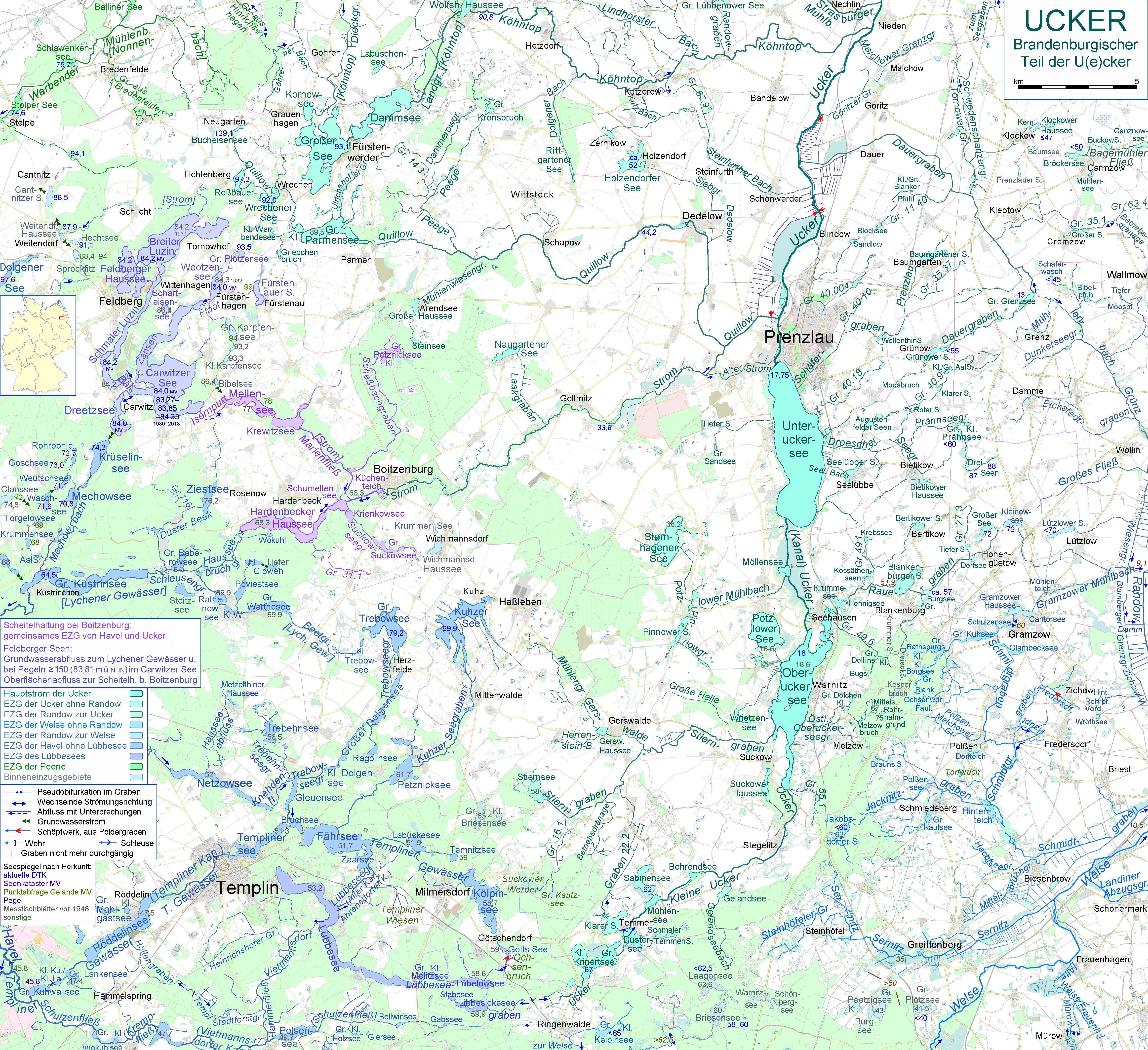
Großer Krinertsee etwa 10 km südwestlich des Oberuckersees